# آنا (ملكة الثلج)
آنا أميرة آريندل هي الشخصية البطلة في فيلم ملكة الثلج، والأميرة الثانية عشر في أميرات ديزني.

## صفاتها
هي فتاة ذات شعر برتقالي وبشرة بيضاء وعيون زرقاء، ترتدي في بداية الفيلم فستانا أسود في أخضر زيتي ثم فستانا شتوي لونه أزرق وأسود، وعليه أشكال صغيرة ورداء وردي، ثم في نهاية الفيلم ترتدي فستانا لونه أخضر زيتي.